# رود اوبنورا
رود اوبنورا (انگلیسی: Obnora) یک رودخانه در استان ولوگدای کشور روسیه است.